# Amicizia e amore
Amicizia e amore è il sesto album in studio del gruppo musicale italiano I Camaleonti, pubblicato in Italia nel 1974.

## Il disco
Con il nuovo decennio i Camaleonti avevano abbandonato progressivamente il genere beat per spostarsi sempre più verso un genere melodico e più tradizionale: in ciò il gruppo è stato coadiuvato da uno staff molto preparato, tra cui è da ricordare il paroliere Giancarlo Bigazzi e il musicista Totò Savio.
Dopo essere ritornato ufficialmente un quintetto con l'ingresso di Dave Sumner, già facente parte dei Primitives di Mal e dei Cyan Three di Patty Pravo, alla fine del 1973 partecipano a Canzonissima, riuscendo ad accedere alla finale; in questa occasione presentano una canzone nuova, Amicizia e amore, cantata, per la prima volta, a strofe alternate da Livio e Tonino. In contemporanea con il singolo esce anche l'album con lo stesso titolo, dove a brani melodici se ne alternano altri più ritmati che si rifanno a sonorità del passato; una delle canzoni, Gimcana, si avvicina addirittura a sonorità hard-rock, con i suoi 10 minuti di durata; in altri brani, invece, sono evidenti gli influssi progressive (ad esempio nella title track, con i suoi cambi di tempo e di melodia).

## Tracce
Lato A
1. Amicizia e amore – 3:55 (testo: Giancarlo Bigazzi – musica: Totò Savio)
2. Amico di ieri, amico perduto – 6:50 (testo: Adelio Cogliati – musica: Antonio Cripezzi)
3. Pensa – 3:50 (testo: Adelio Cogliati – musica: Antonio Cripezzi)
4. Conosco questo gioco, l'amore – 5:22 (testo: Giancarlo Bigazzi – musica: Totò Savio)

Lato B
1. Il mare e lei – 4:35 (testo: Giancarlo Bigazzi – musica: Totò Savio)
2. Dove curva il fiume – 2:33 (testo: Adelio Cogliati – musica: Antonio Cripezzi)
3. Gimcana – 10:40 (testo: Adelio Cogliati – musica: Antonio Cripezzi)
4. Attimi – 4:25 (testo: Giancarlo Bigazzi – musica: Totò Savio)

## Formazione
- Livio Macchia - voce, chitarra, cori
- Antonio Cripezzi detto Tonino - voce, tastiere, violino, cori
- Dave Sumner - chitarre
- Paolo de Ceglie - batteria
- Gerardo Manzoli detto Gerry - basso, cori
- violinisti dell'orchestra del Teatro "La Scala" di Milano
- Gianfranco Monaldi - arrangiamenti